# Jelena Wladimirowna Afanassjewa

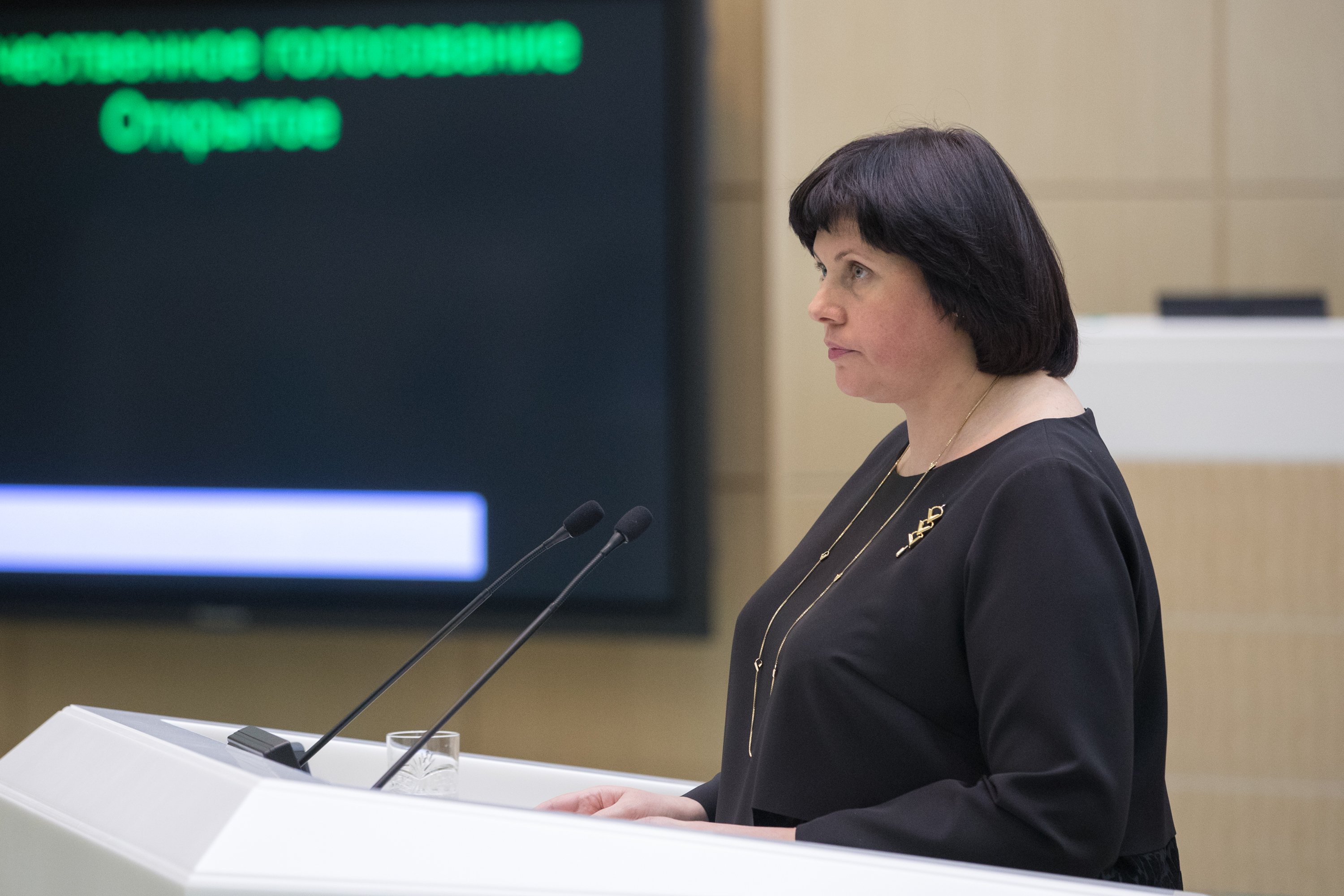
Jelena Wladimirowna Afanassjewa (2016)

Jelena Wladimirowna Afanassjewa (russisch Еле́на Влади́мировна Афана́сьева; * 27. März 1975 in Orenburg) ist eine russische Politikerin der Liberal-Demokratischen Partei Russlands. Sie besuchte das Orenburg Institut und ist Abgeordnete in der Duma.

## Biographie
Afanassjewa absolvierte 1997 die Staatliche Pädagogische Universität Orenburg. Nach dem Studium arbeitete sie ein halbes Jahr als Geschichtslehrerin an einer allgemeinbildenden Schule. Weitere akademische Abschlüsse erwarb sie 2007 von der Diplomatischen Akademie des Russischen Außenministeriums und 2012 von der Universität der Weltzivilisationen.
2003 wurde Afanassjewa als Kandidatin der Liberaldemokratischen Partei Russlands (LDPR) in die Staatsduma der vierten Einberufung gewählt. 2007 und 2011 wurde sie als Abgeordnete wiedergewählt. Im September 2014 wechselte sie als Repräsentantin der Region Orenburg in den Föderationsrat und ist dort Mitglied des Ausschusses für internationale Angelegenheiten.
Im Zusammenhang mit dem russischen Angriffskrieg gegen die Ukraine befindet sich Afanassjewa seit März 2022 auf der Sanktionsliste der Europäischen Union.